# Nadine Horchler
Nadine Horchler (Bad Arolsen, 21 de junio de 1986) es una deportista alemana que compite en biatlón. Ganó seis medallas en el Campeonato Europeo de Biatlón entre los años 2011 y 2019.

## Palmarés internacional
| Campeonato Europeo | Campeonato Europeo           | Campeonato Europeo | Campeonato Europeo |
| Año                | Lugar                        | Medalla            | Prueba             |
| ------------------ | ---------------------------- | ------------------ | ------------------ |
| 2011               | Val Ridanna (Italia)         | Medalla de bronce  | Persecución        |
| 2011               | Val Ridanna (Italia)         | Medalla de bronce  | Relevo             |
| 2012               | Osrblie (Eslovaquia)         | Medalla de bronce  | Relevo             |
| 2016               | Tiumén (Rusia)               | Medalla de oro     | Velocidad          |
| 2019               | Minsk-Raubichi (Bielorrusia) | Medalla de plata   | Relevo mixto       |
| 2019               | Minsk-Raubichi (Bielorrusia) | Medalla de bronce  | Persecución        |